# Сахарная Головка (Судак)

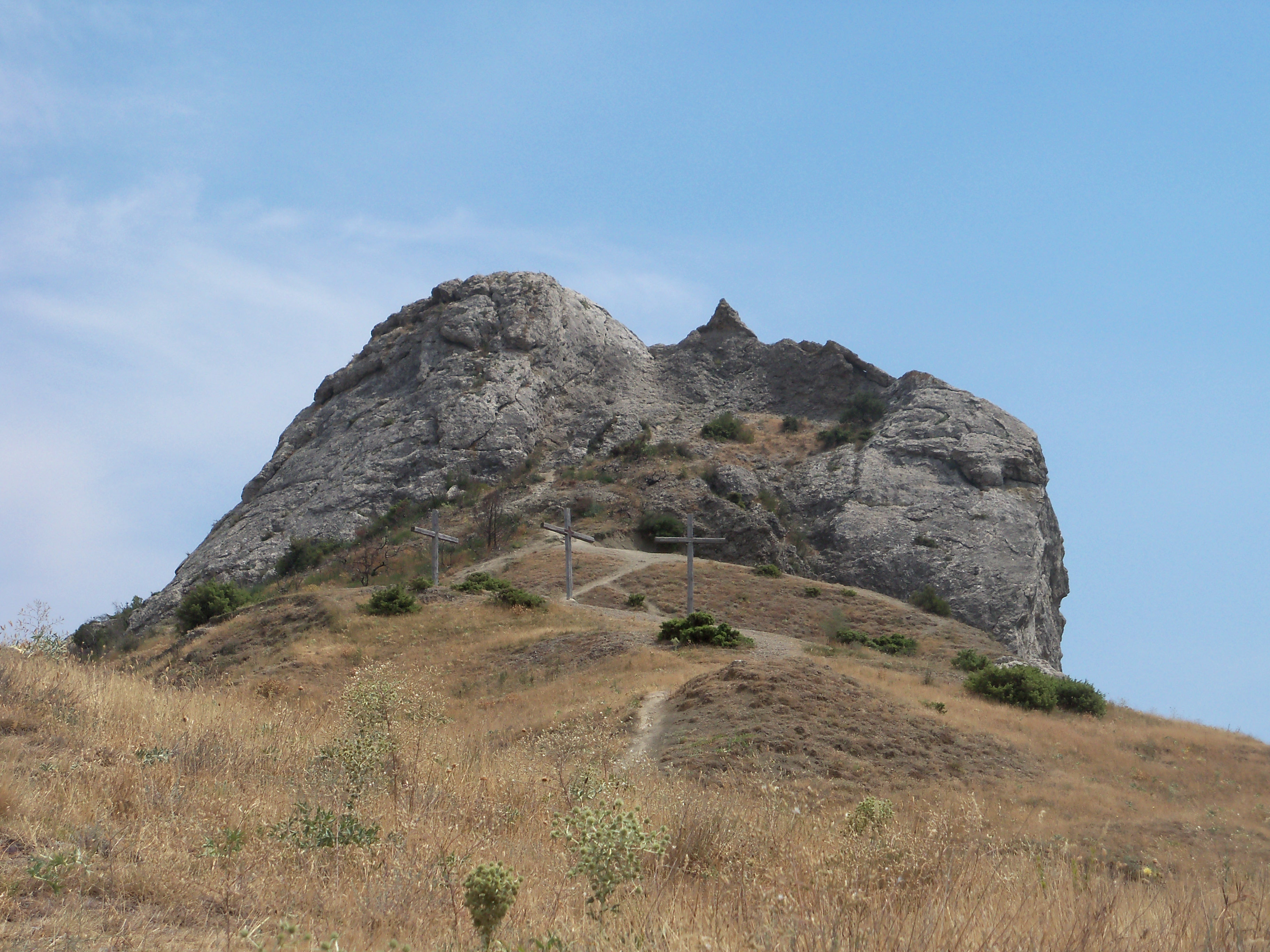

Сахарная головка — невысокая безлесная возвышенность, увенчанная скалой в виде усечённого конуса. В Судаке, по дороге в «Уютное», в 0,5 км к северо-востоку от города Кыз-Кулле-Бурун. Название — по сходству с отливками сахара-рафинада, «сахарными головами».

## Интересно
На северном склоне горы — три креста, оставленные после съёмок сериала «Мастер и Маргарита», проходившими здесь в 2004 году. В связи с этим за горой Сахарная голова закрепилось ещё одно название — «Судакская Голгофа».